# Presenzano
Presenzano község (comune) Olaszország Campania régiójában, Caserta megyében.

## Fekvése
A megye északi részén fekszik, Nápolytól 60 km-re északra, Caserta városától 45 km-re északnyugati irányban. Határai: Conca della Campania, Marzano Appio, Mignano Monte Lungo, Pratella, Sesto Campano, Tora e Piccilli és  Vairano Patenora.

## Története
A település az ókori szamnisz város, Rufriae helyén alakult ki. A következő századokban nemesi birtok volt. A 19. században nyerte el önállóságát, amikor a Nápolyi Királyságban felszámolták a feudalizmust.

## Népessége
A népesség számának alakulása:

## Főbb látnivalói
- Castello (a település középkori vára)
- Palazzo Del Balzo